# Éparchie Saint-Maron de Montréal des Maronites
L'éparchie Saint-Maron de Montréal des Maronites est une éparchie de l'Église maronite couvrant le Canada et ayant son siège à Montréal au Québec au Canada. Elle a été érigée canoniquement par le pape Jean-Paul II le 27 août 1982. Depuis 2013, son éparque est Mgr Paul Marwan Tabet. Le siège de l'éparchie est la cathédrale Saint-Maron de Montréal. Saint Maron est le saint patron de l'éparchie.

## Histoire
L'éparchie Saint-Maron de Montréal a été érigée canoniquement le 27 août 1982.

## Statistiques
Il y a 80 000 maronites à Montréal répartis dans 14 paroisses. Seize prêtres portent leur ministère auprès des fidèles, dont neuf prêtres diocésains et sept prêtres religieux. Sept religieux frères et cinq religieuses sœurs sont également recensés par l'annuario pontificio en 2004.[réf. nécessaire]

## Ordres
L'Ordre libanais maronite est présent dans cette éparchie. Il est responsable d'un monastère dans la région depuis 1985. C'est le monastère Saint-Antoine-le-Grand sur l'avenue Ducharme à Outremont au Québec. Son ancien supérieur, le père Louis Hage a été décoré de la Médaille commémorative du 125e anniversaire de la Confédération du Canada le 13 avril 1993.[réf. nécessaire]

## Éparques
- 1982-1990 : Elias Chahine[2]
- 1990-1996 : Georges Abi-Saber (en), OLM[3]
- 1996-2013 : Joseph Khoury[4]
- depuis 2013 : Marwan Tabet, ML[5],[6]